# Tobias Müller (cyclisme)
Tobias Müller, né le 31 mars 2004 à Hagen, est un coureur cycliste allemand. Il est membre de l'équipe Wanty-Nippo-ReUz. 

## Biographie
Tobias Müller est originaire de Rhénanie-du-Nord-Westphalie. Il participe à des compétitions cyclistes depuis 2012. Actif sur piste, il devient champion national à de multiples reprises chez les juniors (moins de 19 ans). Il se classe également deuxième de la poursuite par équipes et troisième de l'omnium aux championnats du monde juniors de 2022, sous les couleurs de la délégation allemande.  
En 2023, il rejoint l'équipe continentale Rad-net Oßwald pour ses débuts espoirs. Bon sprinteur, il obtient deux podiums sur des étapes du Tour de la Mirabelle. Il finit par ailleurs sixième d'Eschborn-Francfort U23. L'année suivante, il est sacré champion d'Allemagne de poursuite par équipes, aux côtés de plusieurs de ses coéquipiers. Il termine aussi troisième de Paris-Troyes et de l'étape inaugurale du Tour de l'Ain, huitième de Gand-Wevelgem espoirs, ou encore neuvième de deux étapes du Tour d'Allemagne. 
Pour la saison 2025, il intègre la réserve de l'équipe Intermarché-Wanty. 

## Palmarès sur route

### Par année
- 2022
  -  Champion d'Allemagne du contre-la-montre par équipes juniors
  - Trofeu Ciutat de Manacor
- 2023
  - Trofeu Ciutat de Manacor
  - BSR-Radsporttag
- 2024
  - 3e de Paris-Troyes

### Classements mondiaux
| Année                                 | 2023  | 2024  |
| ------------------------------------- | ----- | ----- |
| Classement mondial                    | 2079e | 1238e |
| UCI Europe Tour                       | 1310e | 833e  |
|                                       |       |       |
| Légende : nc = non classéSource : UCI |       |       |

## Palmarès sur piste

### Championnats du monde
| Édition / Épreuve       | Poursuite par équipes | Omnium |
| Tel Aviv 2022 (juniors) | Argent                | Argent |

### Championnats d'Europe
| Édition / Épreuve     | Poursuite par équipes |
| Anadia 2022 (juniors) | Argent                |

### Championnats nationaux
- 2021
  -  Champion d'Allemagne de course aux points juniors
  - 2e du championnat d'Allemagne de poursuite par équipes juniors
  - 2e du championnat d'Allemagne de l'américaine juniors
- 2022
  -  Champion d'Allemagne de course à l'élimination juniors
  -  Champion d'Allemagne de poursuite par équipes juniors (avec Leon Arenz, Ben Felix Jochum et Louis Leidert)
  - 2e du championnat d'Allemagne de l'américaine juniors
- 2023
  - 2e du championnat d'Allemagne de course à l'élimination
  - 3e du championnat d'Allemagne de poursuite par équipes
- 2024
  -  Champion d'Allemagne de poursuite par équipes (avec Roger Kluge, Felix Groß, Benjamin Boos et Moritz Binder)
  - 2e du championnat d'Allemagne de l'américaine
  - 2e du championnat d'Allemagne de course à l'élimination
  - 2e du championnat d'Allemagne du scratch
- 2025
  -  Champion d'Allemagne de poursuite par équipes